# Jaron Lanier
Pour les articles homonymes, voir Lanier.
Jaron Zepel Lanier est un compositeur, essayiste et chercheur en informatique américain né le 3 mai 1960 à New York. Considéré comme l'un des pionniers de la réalité virtuelle, Lanier est également connu pour ses analyses de l'utilisation d'internet, sa critique virulente du concept de La Sagesse des foules, et sa critique des réseaux sociaux tels que Twitter ou Facebook

## Biographie
Il est né en mai 1960 à New York sous le nom de Jaron Zepel Lanier. Sa mère, Lilly, est une artiste (pianiste, peintre et danseuse), qui a émigré, de Vienne vers les États-Unis, à quinze ans, après avoir survécu à un camp de concentration. Son père, Ellery, est descendant de Juifs ukrainiens qui ont fui les pogroms, et a exercé divers métiers, architecte, peintre, écrivain, enseignant d'école primaire et animateur radio. Il grandit à Mesilla, au Nouveau-Mexique,. Quand il a neuf ans, sa mère meurt dans un accident de voiture. Il vit longtemps sous la tente avec son père avant de se lancer dans un projet de sept ans de construction d'une maison à dôme géodésique qu'il a aidé à concevoir. À l'âge de 13 ans, il réussit à convaincre l'Université du Nouveau-Mexique de lui permettre de s'inscrire. Il fréquente aussi une école d'art à New York à la fin des années 1970. Il retourne ensuite au Nouveau-Mexique, puis en Californie, où il travaille pour Atari et où il rencontre Thomas G. Zimmerman, le futur inventeur du gant électronique. Après la scission d'Atari Inc. en deux entreprises en 1984, il se retrouve au chômage. Le temps libre lui permet de se concentrer sur ses propres projets, dont le VPL, un langage de programmation visuel post-symbolique. Avec Thomas Zimmerman, il fonde l'entreprise VPL Research (en), en se concentrant sur la commercialisation des technologies de réalité virtuelle. L'entreprise fait faillite en 1990. En 1999, Sun Microsystems achète les brevets de VPL sur la réalité virtuelle et sur les graphiques.
De 1997 à 2001, il devient l'expert scientifique en chef de Advanced Network and Services (en) (ANS), une organisation à but non lucratif constituée par un ensemble d'universités et de centres de recherche pour explorer les applications avancées pour le réseau à haut débit exploité par l'University Corporation for Advanced Internet Development (UCAID, alias Internet2). De 2001 à 2004, il est chercheur invité chez Silicon Graphics Inc. où il met au point des solutions sur la téléprésence et la téléimmersion. Il est également chercheur invité au département d'informatique de l'Université Columbia de 1997 à 2001, artiste invité au Programme de télécommunications interactives de l'Université de New York et membre fondateur de l'International Institute for Evolution and the Brain.

## Idées philosophiques et technologiques

### Spéculations philosophiques
Un exemple de spéculations est celle qu’il nomme « communication post-symbolique ».
Un exemple est tiré de la parution d’avril 2006 du magazine Discover, dans son éditorial sur les céphalopodes (c'est-à-dire les différentes espèces de pieuvres, calamars, et mollusques apparentés).
De nombreux céphalopodes sont capables de transformer leur corps y compris de changer la pigmentation et la texture de leur peau ou même d’imiter des formes complexes avec leurs membres. Lanier voit dans ce comportement, en particulier quand il est échangé entre deux octopodes, l’expression de la pensée.

### Critique des paradigmes simplistes et unique de la connaissance
Dans son essai intitulé Le Maoïsme numérique : les risques du nouveau collectivisme en ligne paru dans le magazine Edge de mai 2006, Lanier critique la prétendue omniscience de la sagesse collective (incluant des exemples comme celui de l’article de Wikipédia sur lui-même), décrivant cette approche comme étant du « Maoïsme numérique» ". Il écrit : « Si nous commençons à croire qu'Internet est par lui-même une entité qui a quelque chose à dire, alors nous déprécions les personnes qui créent les contenus et nous nous transformons en idiots »,,.

### Critique de l'utilisation des données personnelles des internautes
Dans son livre Who Owns the Future?, il s'intéresse à la façon dont des entreprises accumulent des données personnelles d'internaute et en tirent des rémunérations. En convainquant les utilisateurs de donner des informations précieuses sur eux-mêmes en échange de services gratuits, les entreprises peuvent accumuler de grandes quantités de données à peu près gratuitement. Lanier appelle ces entreprises Siren Servers, faisant allusion aux sirènes d'Ulysse. Au lieu de payer chaque individu pour sa contribution à cette accumulation de données, ces serveurs Siren concentrent la richesse entre les mains des quelques personnes qui contrôlent les centres de données. Par exemple, il cite l'algorithme de traduction de Google, qui regroupe les traductions précédentes téléchargées en ligne par des personnes, donnant ainsi à l'utilisateur sa meilleure réponse. Les personnes à l'origine des traductions source ne reçoivent aucune rémunération pour leur travail, tandis que Google bénéficie d'une visibilité publicitaire accrue en tant que puissant serveur Siren. Dans un autre exemple, il souligne qu'en 1988, Kodak employait 140 000 personnes alors qu'elle dirigeait l'industrie de l'imagerie numérique. En 2012, Kodak a fait faillite à cause de sites de partage de photos gratuits comme Instagram qui n'employait que treize personnes à l'époque. Pour résoudre ces problèmes, il propose une structure alternative au web basée sur le projet Xanadu de Ted Nelson. Il propose un système de liens bidirectionnels qui indiquerait la source de n'importe quelle information, créant ainsi une économie de micropaiements qui compense les gens pour le matériel original qu'ils affichent sur le Web,,.

### Critique des réseaux sociaux
Il publie en 2018 Ten Arguments for Deleting Your Social Media Accounts Right Now, expliquant : « On ne compte plus les études aux Etats-Unis qui lient ces réseaux aux suicides adolescents, par exemple, ou qui montrent que les gens sont moins heureux dessus, puis plus heureux sans ». À un journaliste qui s'entretient avec lui et qui hésite à fermer ou non son compte Twitter, il répond : « Vous ne pouvez pas lutter face à l’algorithme de Twitter qui est construit pour exciter vos émotions négatives et vous transformer en trou du cul. C’est le meilleur moyen de vous rendre dépendant, ce sont les mêmes ressorts comportementaux que les machines à sous dans les casinos ».

### Livres
- (en) David Jay Brown et Rebecca McClen Novick, Voices from the edge : Conversations with Jerry Garcia, Ram Dass, Annie Sprinkle, Matthew Fox, Jaron Lanier, & others, Freedom, CA, Crossing Press, 1995 (ISBN 978-0-89594-732-1, OCLC 32625543, LCCN 95020302)
- (en) Jaron Lanier, Information Is an Alienated Expense, Basic Books, 2006.  (ISBN 0465032826)
- (en) Jaron Lanier, You Are Not a Gadget : A Manifesto, New York, Random House, 2010, 209 p. (ISBN 978-0-307-26964-5 et 0-307-26964-7)
- (en) Jaron Lanier, Who Owns the Future?, Penguin Books, 2014. Traduit et publié en français en 2014 sous le titre Internet :qui possède notre futur ?, éditions Le Pommier
- (en) Jaron Lanier, Dawn of the New Everything : Encounters with Reality and Virtual Reality, New York, Henry Holt and Company, 2017, 368 p. (ISBN 978-1-62779-409-1)
- (en) Jaron Lanier, Ten Arguments for Deleting Your Social Media Accounts Right Now, Henry Holt and Company, 2018

### Articles
- (en) "One Half of a Manifesto", Edge, 11.11.00
- (en) "Digital Maoism: The Hazards of the New Online Collectivism", Edge, 5.30.06
- (en) "Beware the Online Collective", Edge, 12.25.06

### Conférences

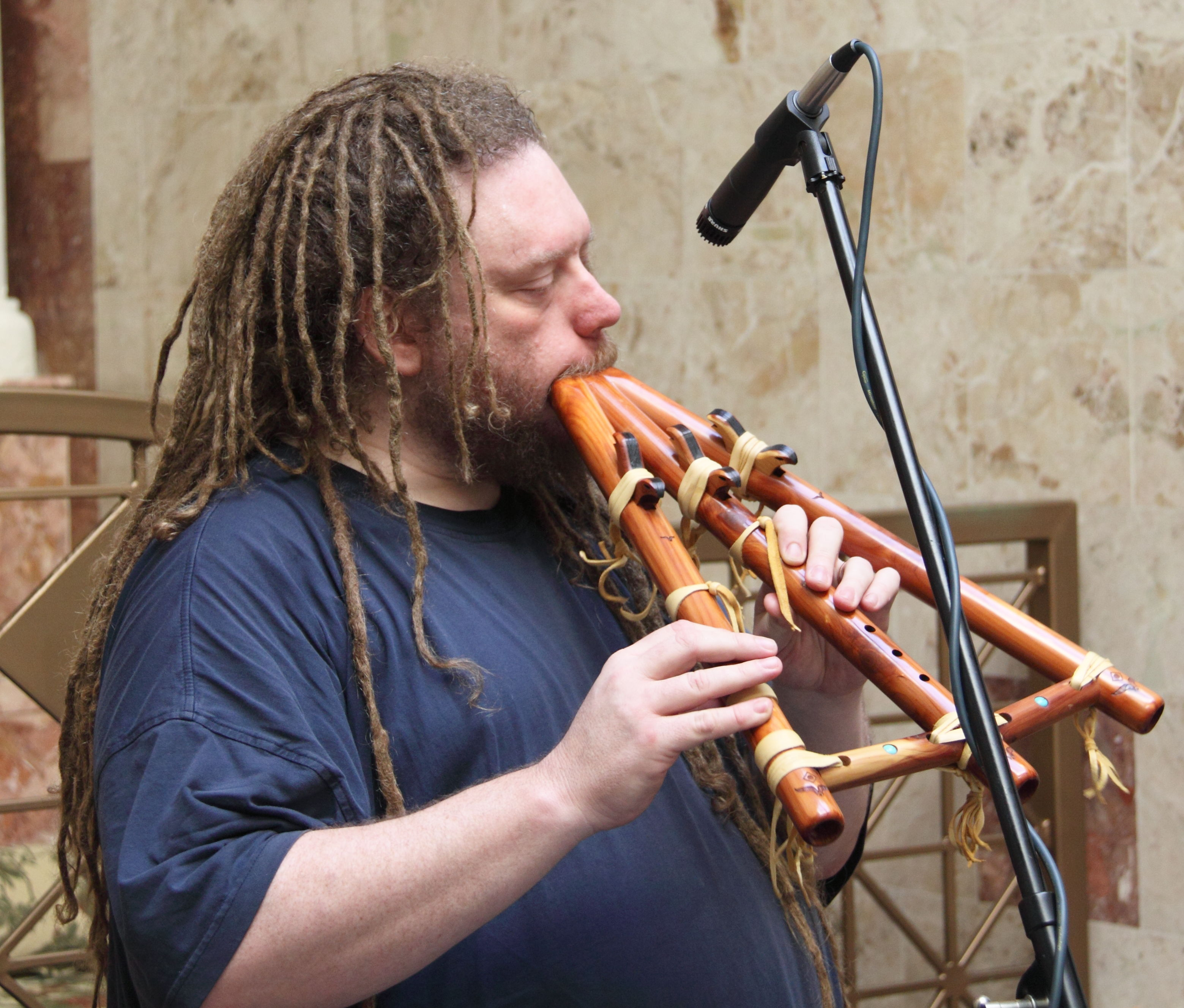
Jaron Lanier au Concert du Garden of Memory en juin, 2009

- (en) Finding Humanity in the Interface: Capacity Atrophy or Augmentation? Débat entre Jaron Lanier et Will Wright lors de la conférence Accelerating Change 2004.

- (en) Jaron Lanier parlant lors d'un  Festival du film.

- (en) Conférences de Jaron Lanier : McLuhan Ramp.

- (en) Jaron Lanier avec Neal Stephenson, Neil Gershenfeld, Raymond Laflamme, et Tara Hunt, au festival Quantum to Cosmos.

- (en) Table ronde avec Jaron Lanier, Neal Stephenson et Lee Smolin, Seeing Science Through Fiction au Festival Quantum to Cosmos.

- (en) Table ronde avec Jaron Lanier, Hod Lipson, Wilson da Silva et Eliezer Yudkowsky: So We're All Gonna be Robots, Now?.

- (en) Conférence  de Jaron Lanier : Staying Human in a Tech-Driven World au quartier Zócalo, le 28 janvier 2010.

- (en) Conférence de Jaron Lanier à la  London School of Economics.

### Interviews
- (en) « Interview de Jaron Lanier sur Music »(Archive.org • Wikiwix • Archive.is • Google • Que faire ?) (consulté le 12 avril 2013)
- (en) Interview de l'Australian Broadcasting Corporation Lanier y critique fermement Wikipédia et le singularitarianisme

- (en) Conversation avec Jaron Lanier
- (en) Jaron Lanier et  Bob McChesney, Dimanche 28 mars 2010.